# Trofeo Baracchi 1978
Il Trofeo Baracchi 1977,  ventisettesima edizione della corsa, si svolse il 14 ottobre 1978, da Bergamo a Bergamo, su un percorso di 108,9 km; venne confermata l'organizzazione da parte della Gazzetta dello Sport.   
La vittoria fu conquistata dalla coppia Knut Knudsen e Roy Schuiten, che completarono il percorso in 2h18'38", precedendo Joop Zoetemelk e Hennie Kuiper, che si aggiudicarono il secondo posto, e Bernt Johansson e Gianbattista Baronchelli, che salirono sul terzo gradino del podio.
I corridori che presero il via in questa edizione della corsa erano 10, suddivisi in 5 coppie. 

## Ordine d'arrivo (Top 10)
| Pos. | Corridore                                | Tempo    |
| ---- | ---------------------------------------- | -------- |
| 1    | Knut Knudsen Roy Schuiten                | 2h18'38" |
| 2    | Joop Zoetemelk Hennie Kuiper             | a 23"    |
| 3    | Gianbattista Baronchelli Bernt Johansson | a 2'06"  |